# Skogsbranden i Froland 2008

Frolands kommun i Aust-Agder.

Skogsbranden i Froland 2008 startade 9 juni 2008 i Mykland i Frolands kommun i Norge. Branden täckte, efter sex dagar, ett område på omkring 30 km² innan brandmännen fick kontroll på elden den 14 juni 2008. Detta gjorde att branden var den största skogsbranden i landet sedan andra världskriget. Branden kan ha orsakat skador för över 60 miljoner norska kronor.

## Förlopp
Skogsbranden startade den 9 juni efter gnistor från en skogsmaskin. Skogsbranden drabbade framför allt området Mykland i Frolands kommun.
Efter fyra dagar var så många som 250 personer från norska hemvärnet, brandväsendet  och civilförsvaret involverade i släckningsarbetet. Flera helikoptrar, bland annat från norska försvaret, deltog i arbetet med vattenbegjutning från luften. Branden var så stor att den kunde märkas i Kristiansand och på andra sidan av Skagerrak i Thisted, Danmark.

## Skador
Över 15 byggnader brann ner till grunden, eller blev svårt skadade. Fem master med högspänningsledningar brann upp i det drabbade området vilket medförde strömavbrott i vissa områden. Ett område stort som 20-30 kvadratkilometer blev totalförstört efter branden. Över 70 människor blev evakuerade från sina hem. Värdet på det förstörda området beräknades till 30 miljoner kroner efter tre dagars brand.

## Insats
Medhjälpare från lokala och regionala brandväsen styrde släckningsinsatsen tillsammans med polisens insatsledare. I övrigt bidrog människor från Civilförsvaret, Hemvärnet och Försvaret och frivilliga. Mängden släckningsarbetare ökade allt eftersom branden utvecklade sig, och som mest var det mellan 250 och 300 människor som deltog. Man efterlyste bättre släckningshjälp från luften och fick hjälp från EU för detta. Italien gav ett brandflyg i disposition, men den norska regeringen, med justitieministern Knut Storberget, ansåg att deras 16 helikoptrar räckte.

## Reaktioner
- Skogeierforbundet kritiserade brandberedskapen och menade att detta var orsaken till den stora utbredning branden fick. Man meddelade att man skulle ta upp frågan i Direktoratet för samhällssäkerhet och beredskap[12]
- Brandchef Jan Kongsvik i Østre Agder brandväsen menade att utrikes bistånd hade varit för sent. "Hade vi fått helikoptrar då vi bad om det på måndagen, hade situationen varit annan"[10]
- Ordföranden i Frolands kommun, Sigmund Pedersen, gick efteråt ut och krävde att regeringen skulle bidra mer till släckningsarbetet.[13]

## Efterbörd
I december 2008 konstaterade norska NIVA (Norska institutet för vattenforskning) att skogsbranden fått en oväntad och oönskad effekt på vattnet i området. Sulfat i jorden, som ursprungligen kommer från surt regn, har frigjorts vid nytt nederbörd och har nu hamnat i bäckar, vatten och floder. Försurningen är värre än på 1980-talet. NIVA räknar med att all fisk och amfibier är döda.